# Вулиця Каракая
Вулиця Петра Каракая — з'єднує центральну частину міста Калуша з Об'їзною дорогою. Пролягає від вулиці Сівецької до Об'їзної. До вулиці Каракая зліва прилучається Пекарська.

### Каракай Петро
Перейменована рішенням міськвиконкому № 300 23.10.1957 на честь Петра Каракая (1912—1949) — лікаря в с. Мислові. Родом з с. Журавка Вільшанського району на Київщині. 1941 р. закінчив Київський медінститут. В роки війни (1941—1945) — лікар у радянській армії. 1947-го відставного офіцера медичної служби, як і багатьох інших, було прислано в Станіславську область і направлено дільничним лікарем у села Мислів, Ріп'янку, Яворівку. За розповідями старожилів Петро Каракай робив операції і перев'язки, допомагав медикаментами повстанцям УПА. Вбитий через провокацію МГБ 28.05.1949..

### Сьогодення
На початку вулиці (з боку центру) в 90-их був забудований багатоповерховий мікрорайон (будинки № 2, 3, 4, 5, 6).
В центральній частині вулиці збереглися приватні будинки малоповерхової забудови, діє магазин-ресторан Терези.
За районом житлової забудови знаходяться бази-гуртівні і складські приміщення. Зокрема: гуртівня 555, Юнімекс, Керамбуд, Господарочка, Всяка всячина, Синеві, Будівельний магазин Аура. З правого боку вулиці розташовані також два ресторани — Крученик-Вареник та Ретро.
Між житловою забудовою та базами-гуртівнями знаходиться збудована за радянських часів так звана Контора буріння. На даний час вона формально існує, проте вже майже не виконує своїх функцій. На території підприємства знаходиться ціле кладовище автопрому, починаючи від вантажівок марок УРАЛ та ІФА і закінчуючи радянськими кранами та екскаваторами.
З лівого боку вулиці знаходяться дитсадок, СЕС, СТО, бази, районна лікарня, інфекційна лікарня, тубдиспансер, шкірвендиспансер.
Вулиця продовжує забудовуватись житловими і комерційними будинками, триває її облаштування.

### Транспортне сполучення
На вулиці розташовані дві автобусні зупинки, одна з яких діюча. Курсують автобуси лише одного маршруту 1А Вокзал — Карпатська кераміка.
Вулиця має комфортне транспортне сполучення з центральною частиною міста (через вул. Сівецьку), з районом вулиці Рубчака (через Пекарську) і з вокзалом (через Об'їзну).

### Спальний район і магазини

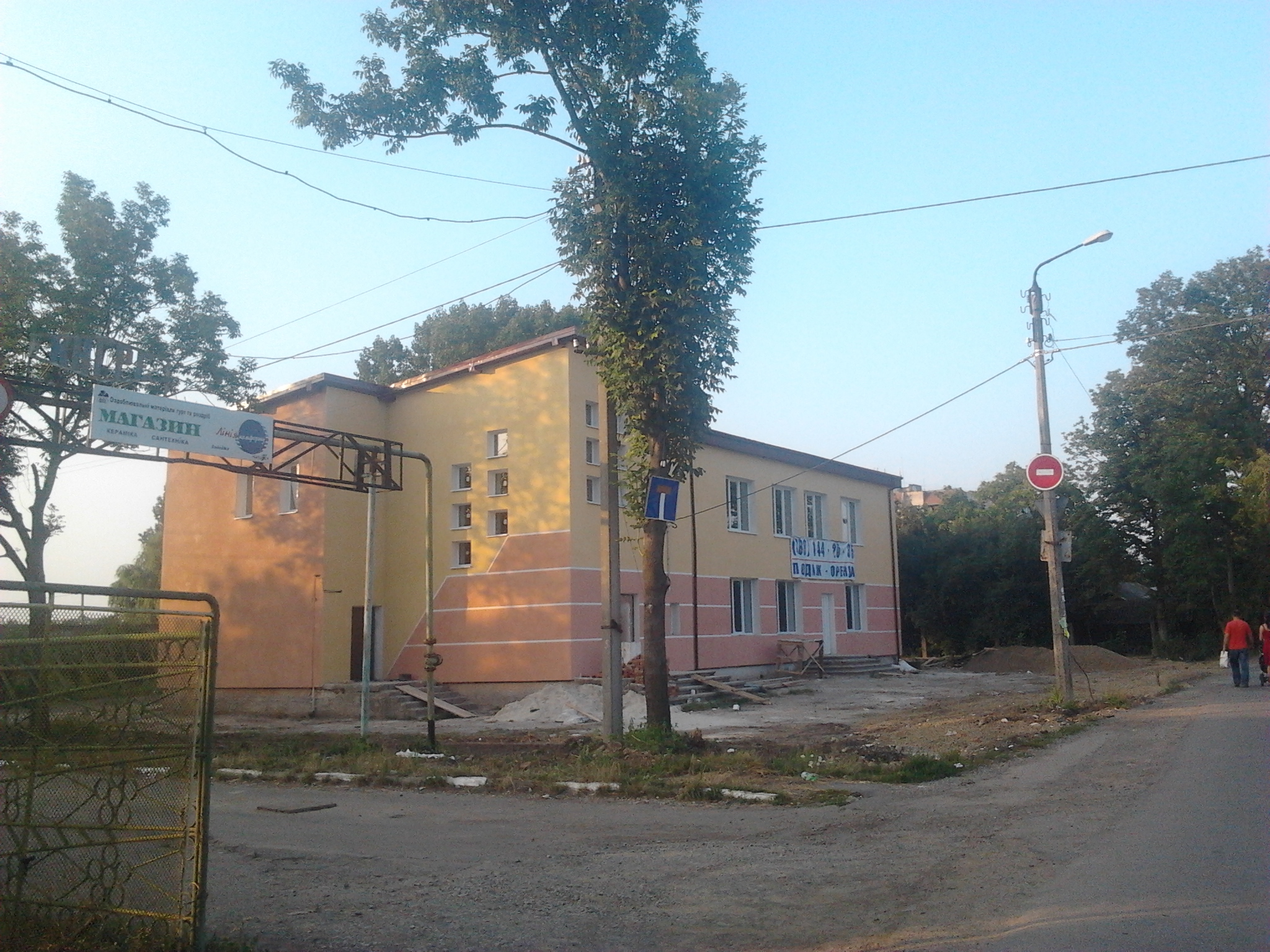
Будівельний магазин
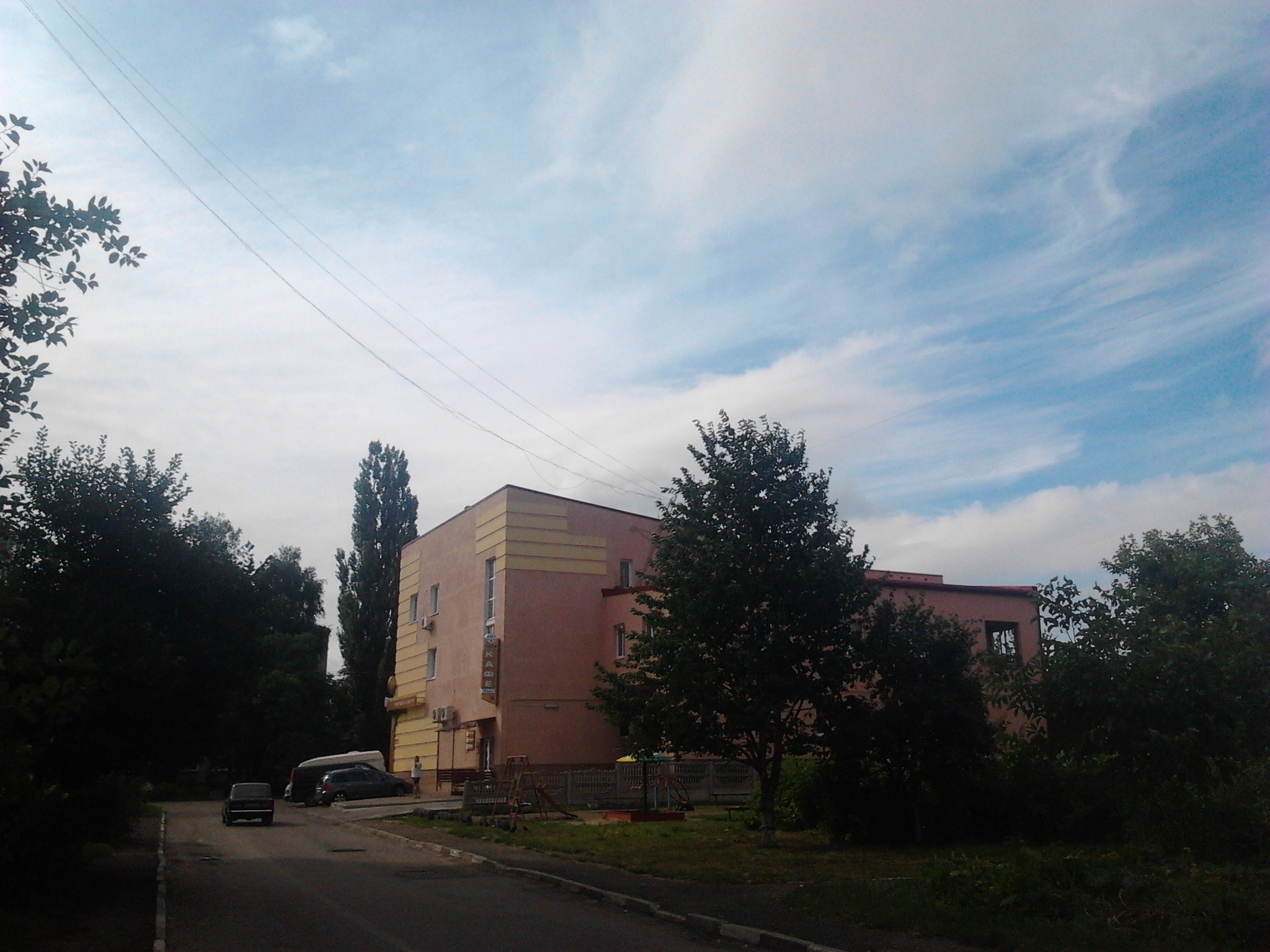
Продуктовий магазин-кафе
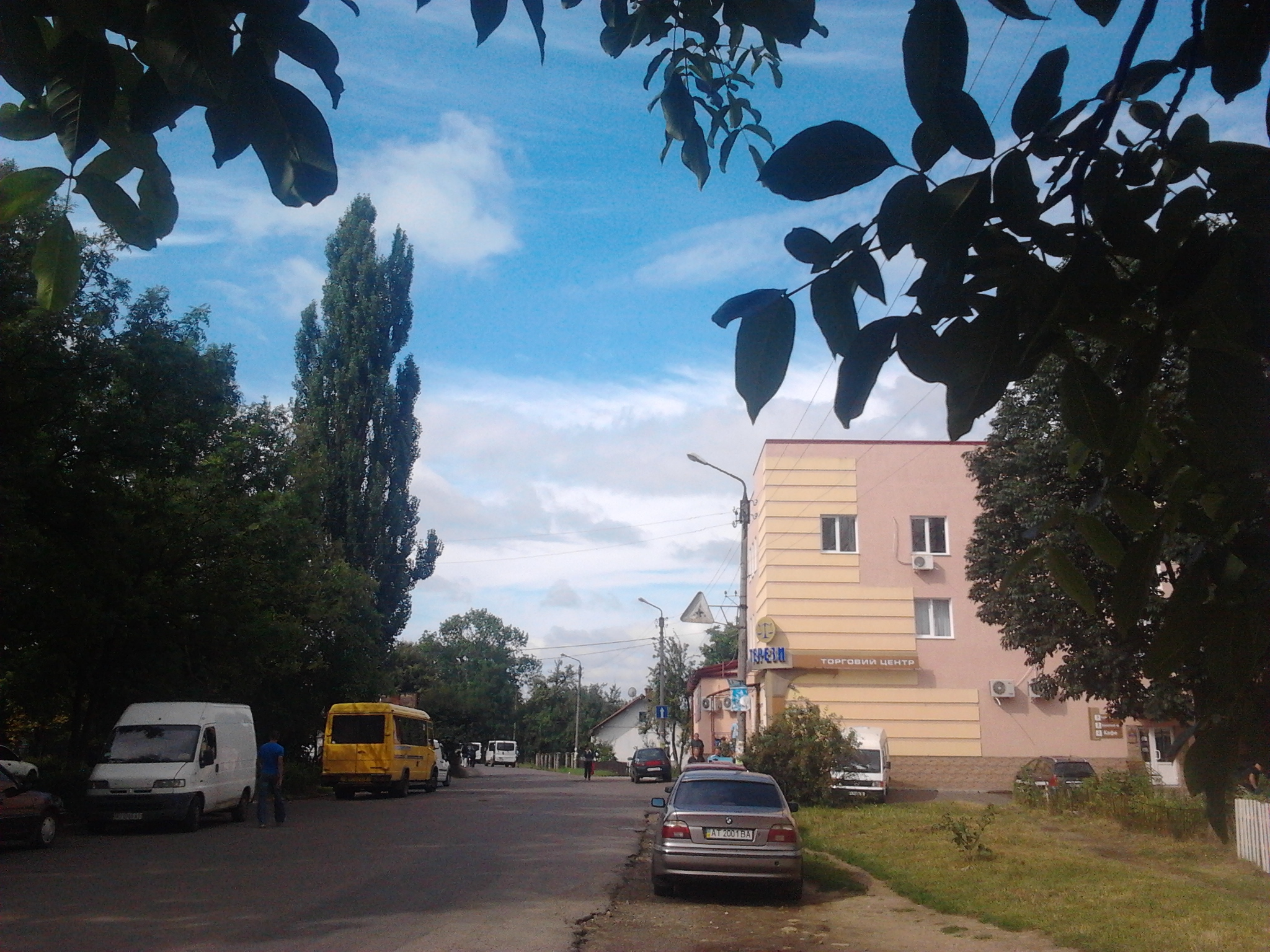
Продуктовий магазин-кафе
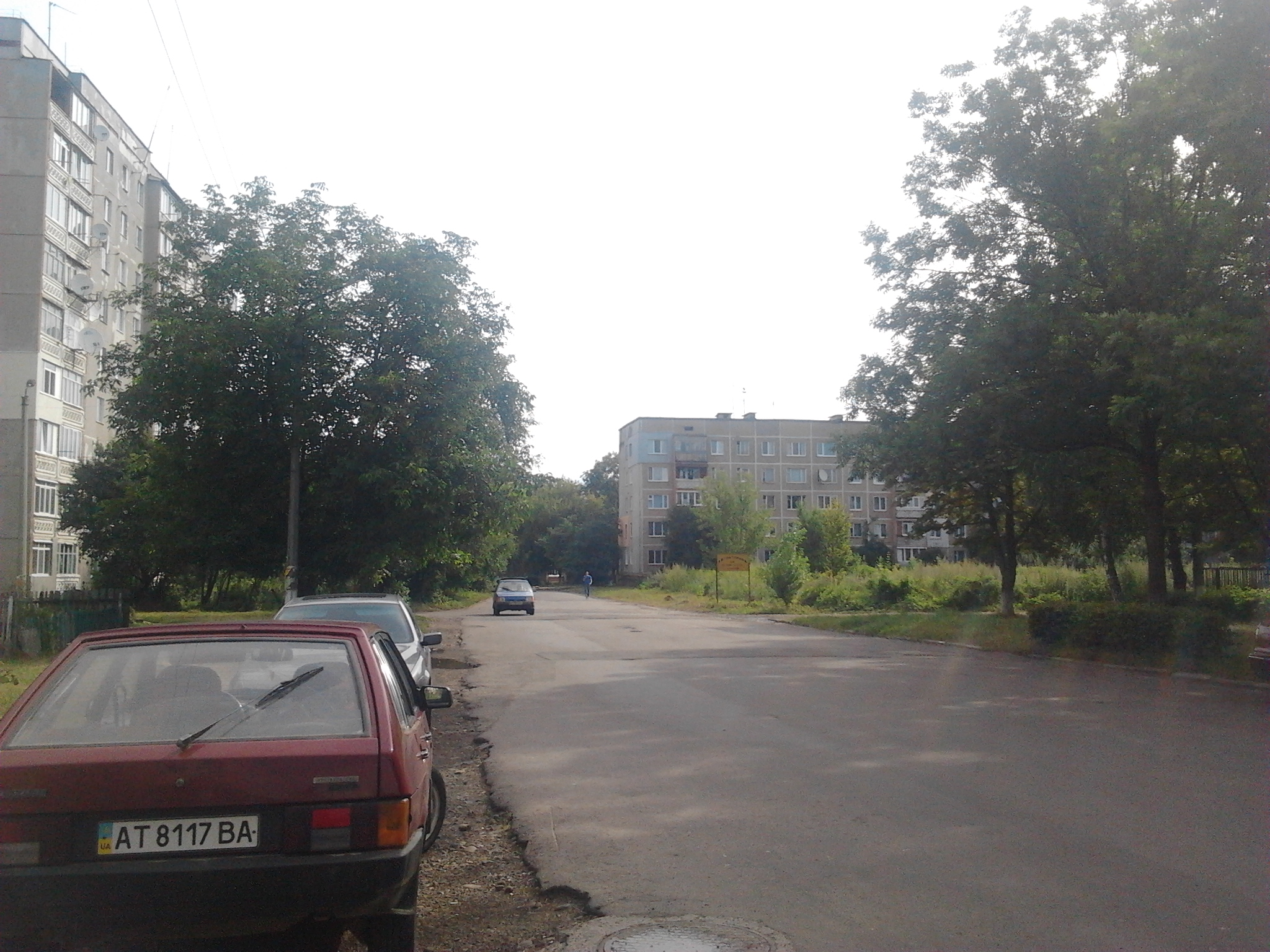
Центральна дорога
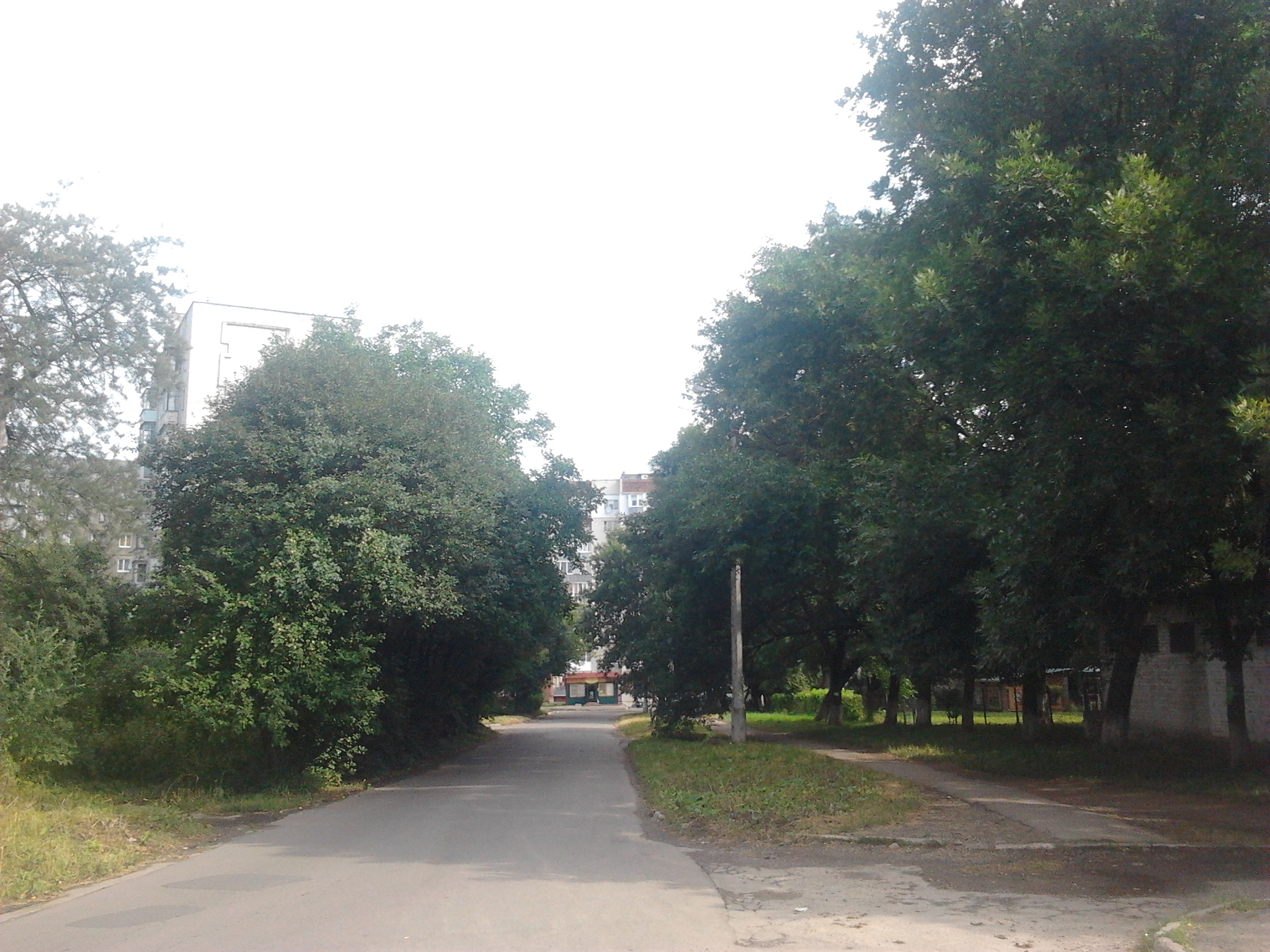
Дорога до центру
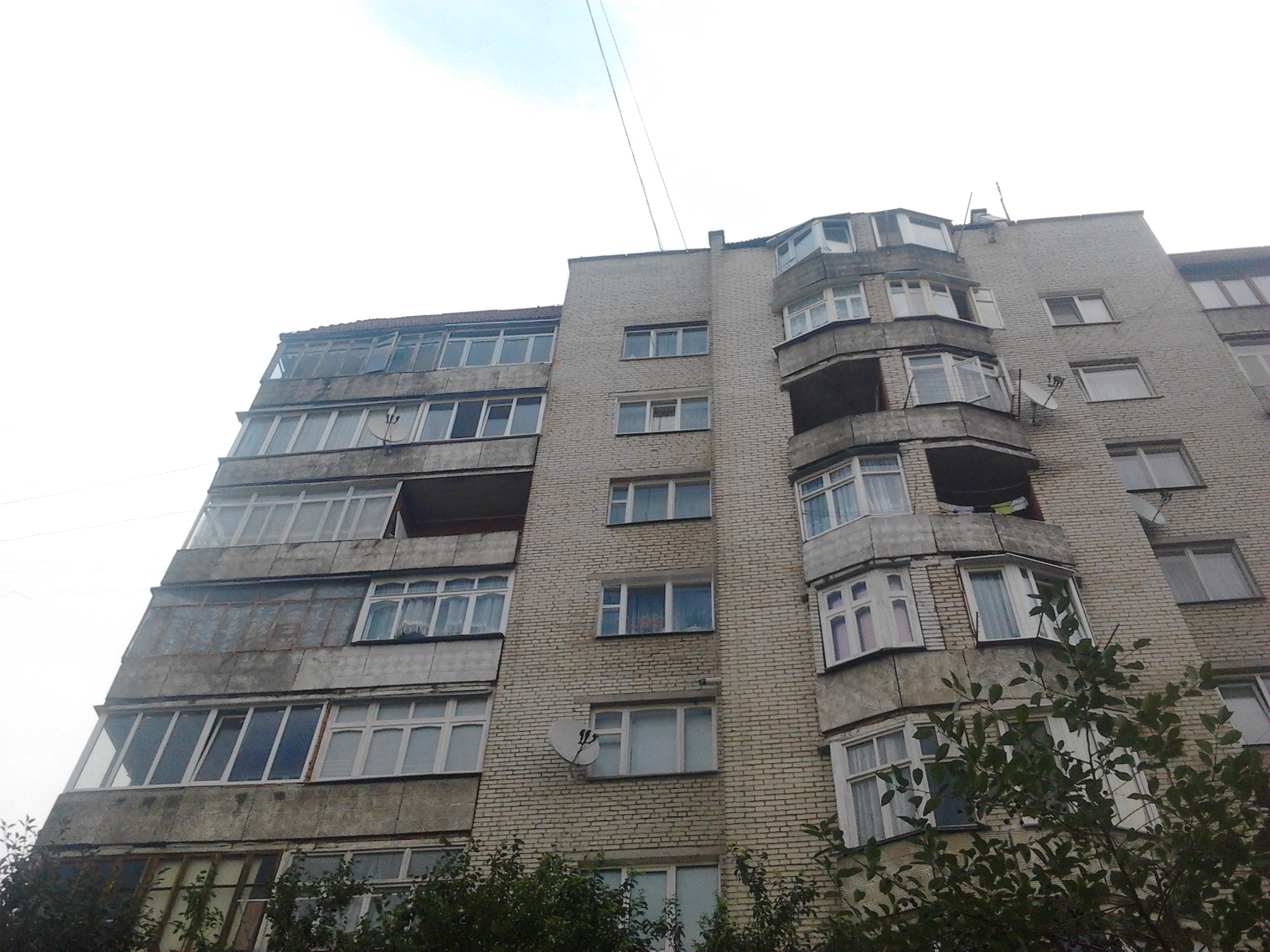
Каракая, 6
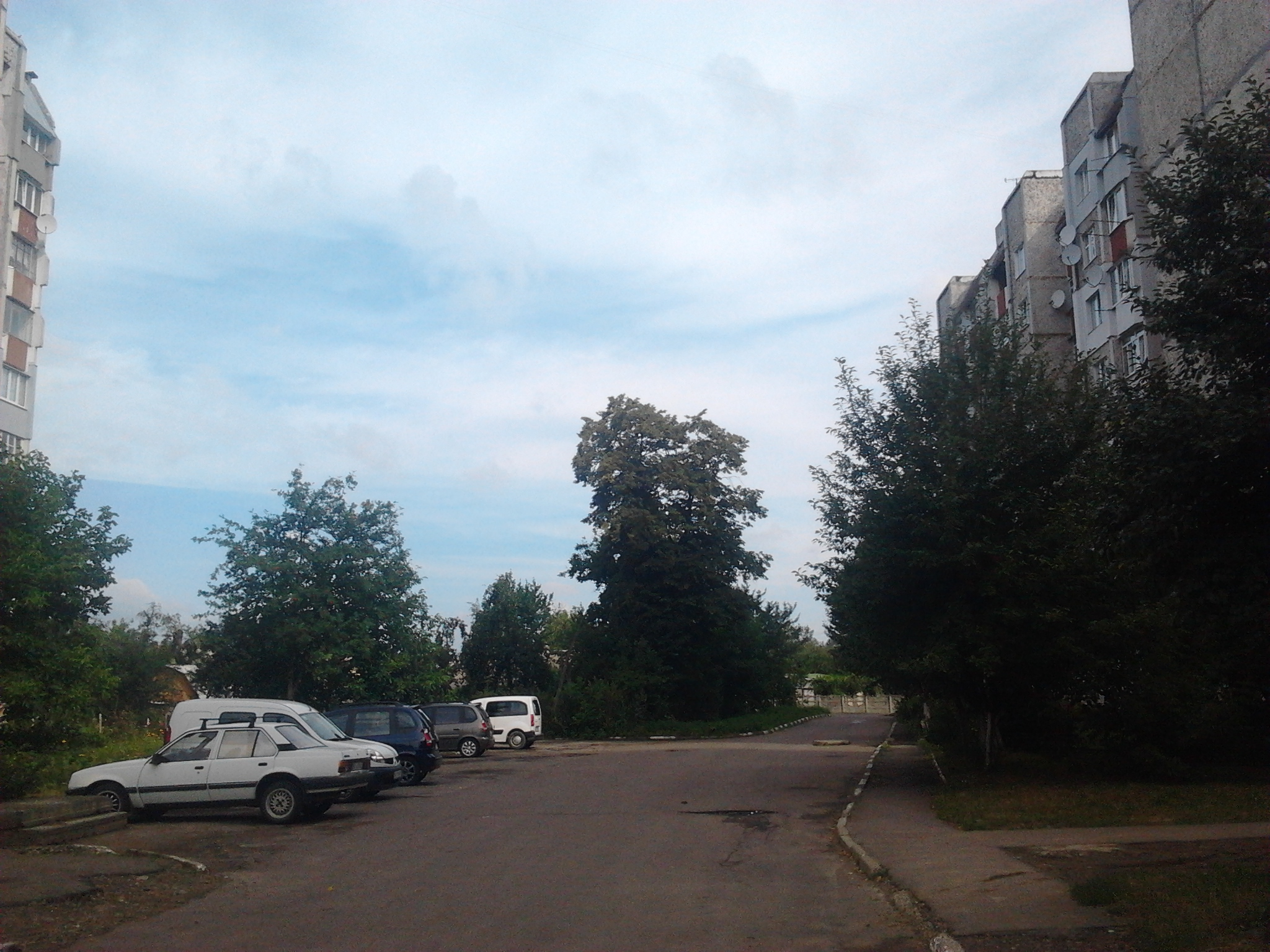
Двір
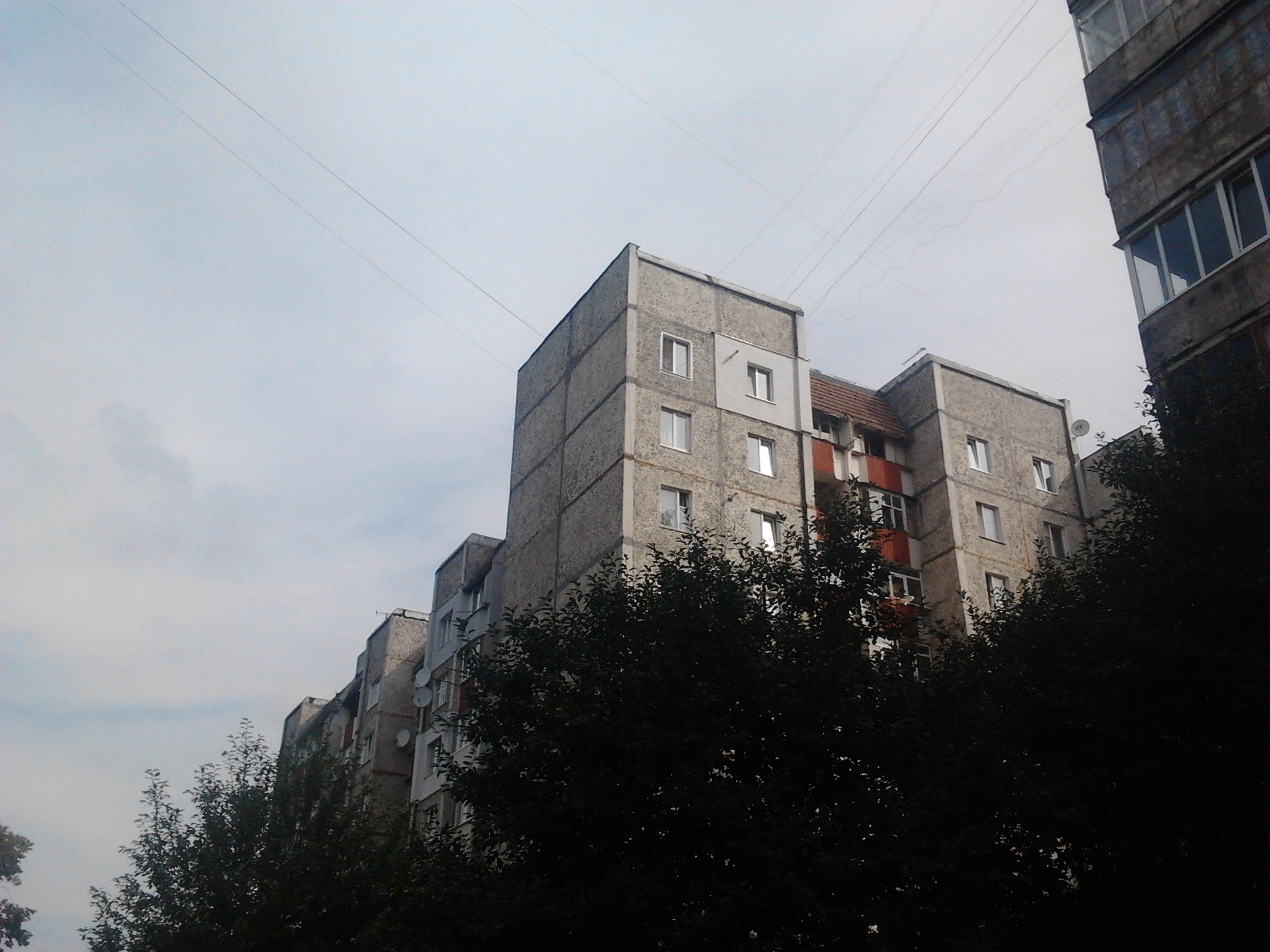
Багатоповерхівки
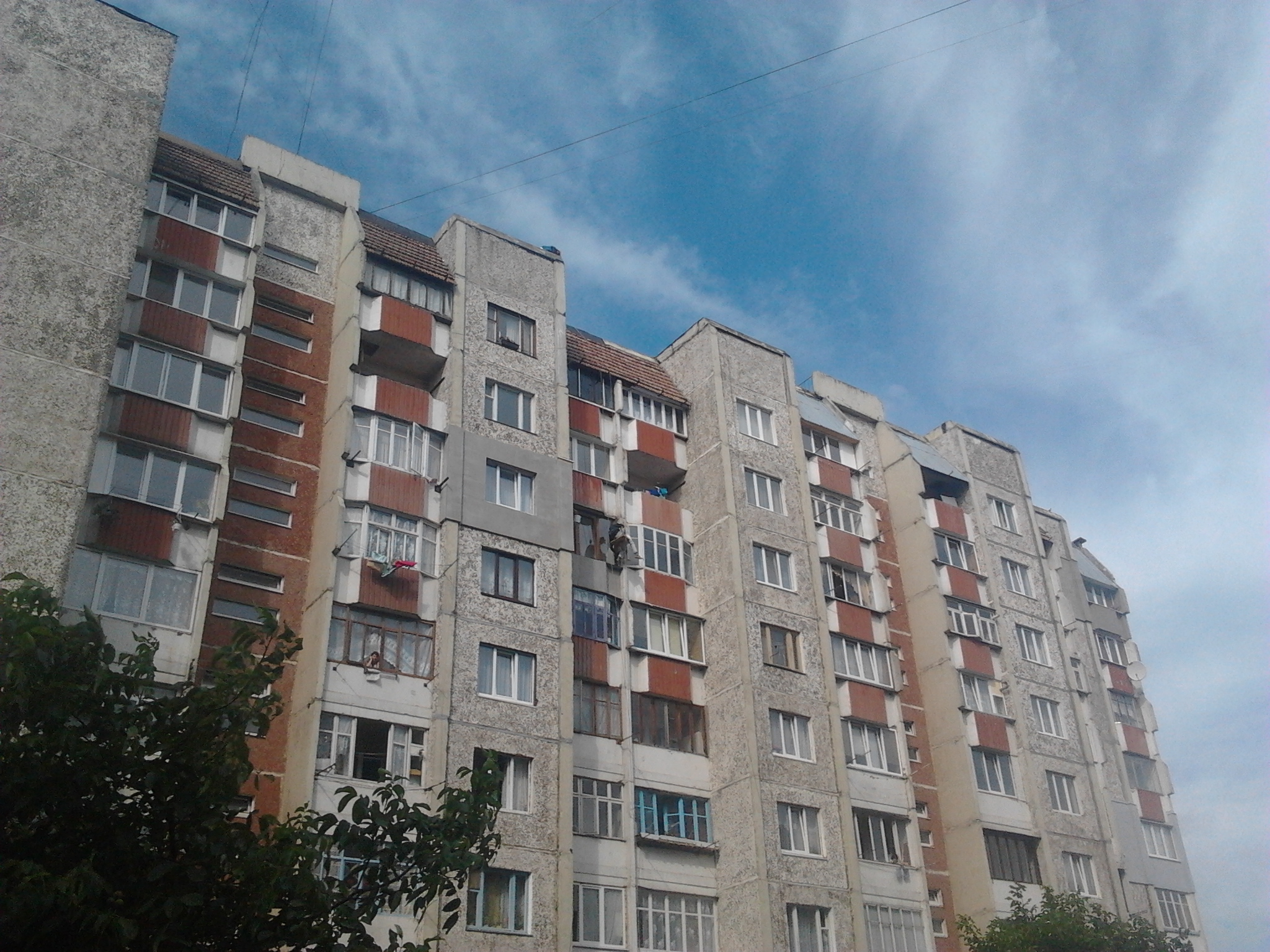
Каракая, 8
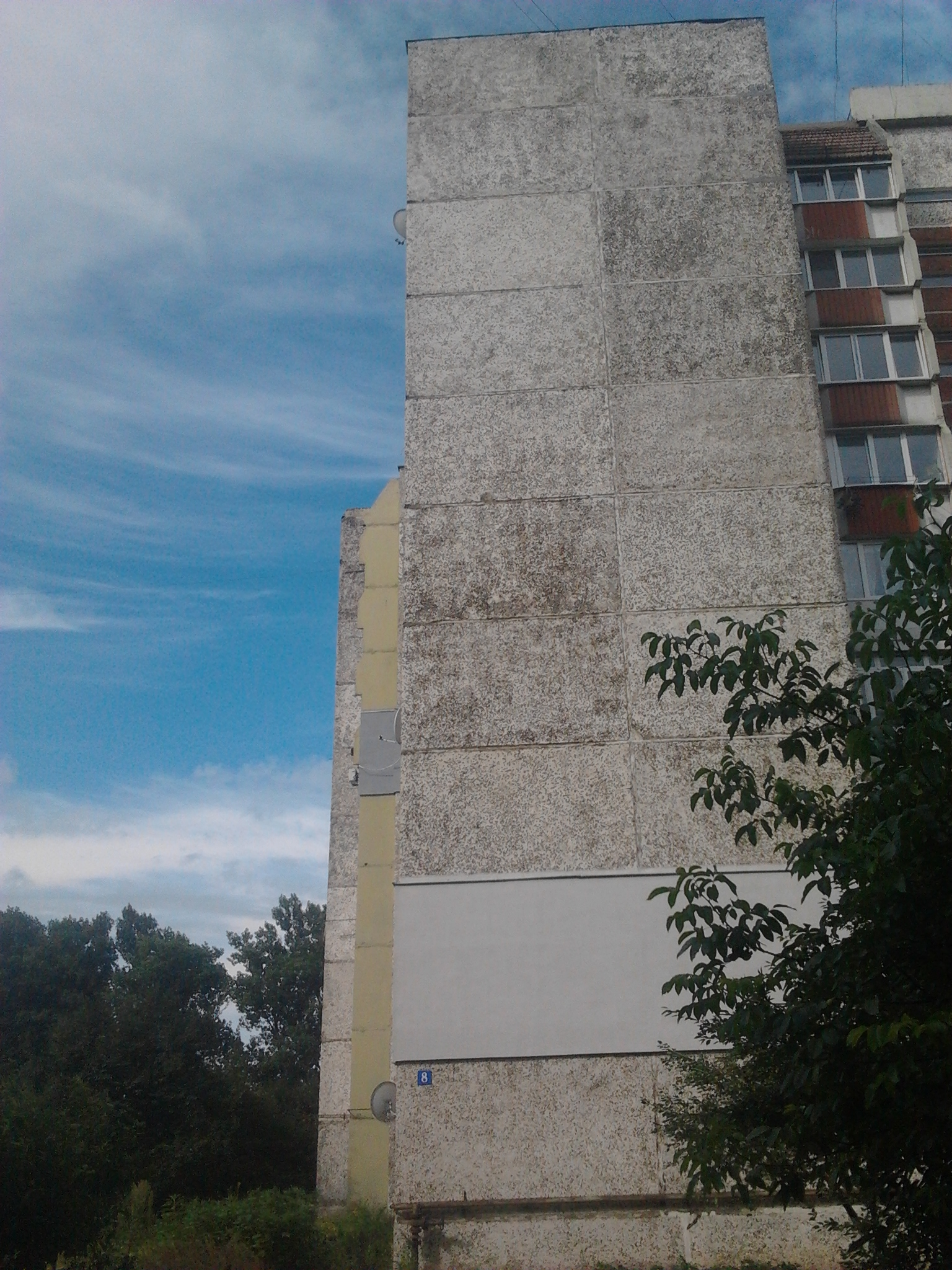
Каракая, 8
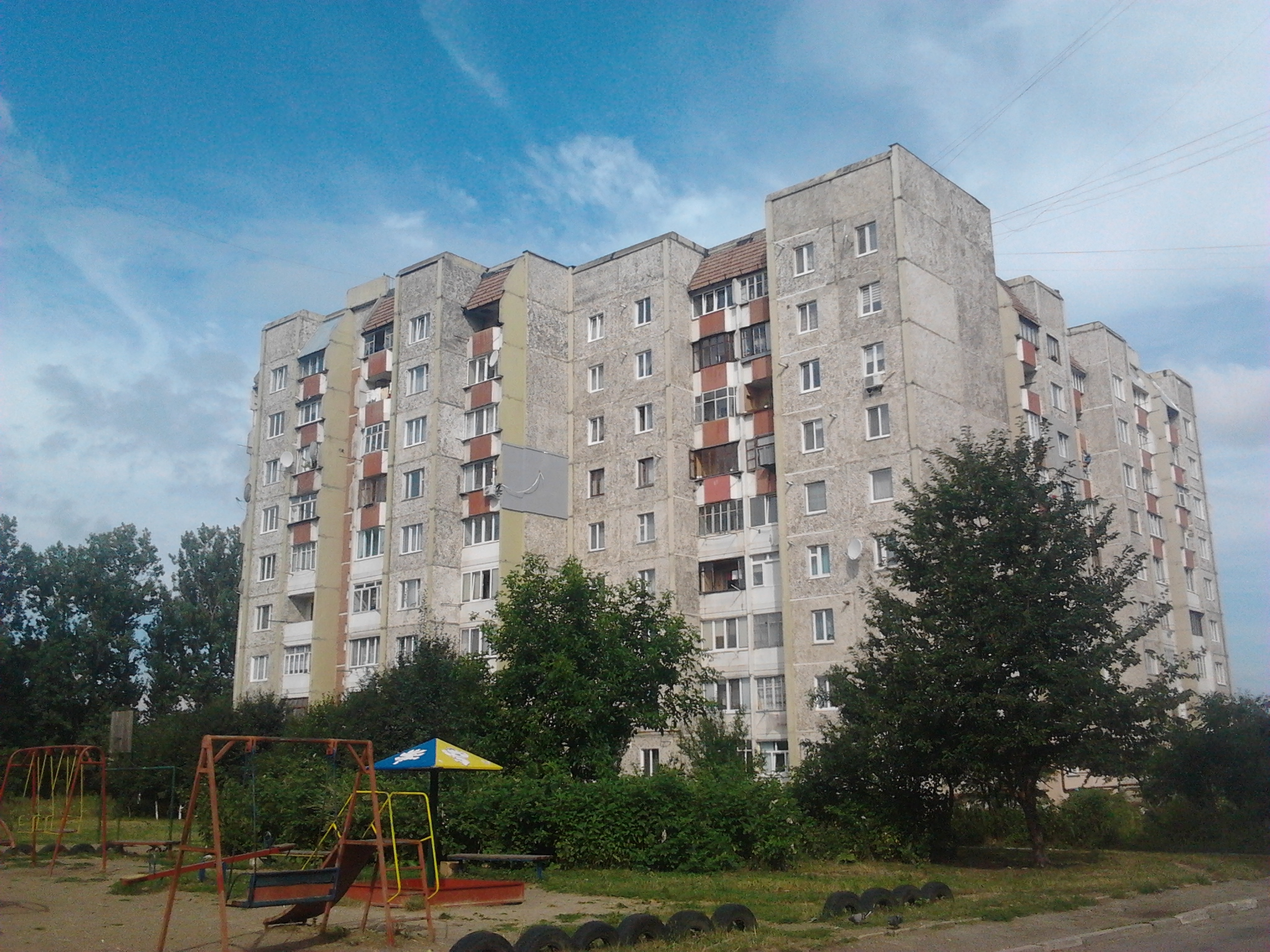
Панельний блок
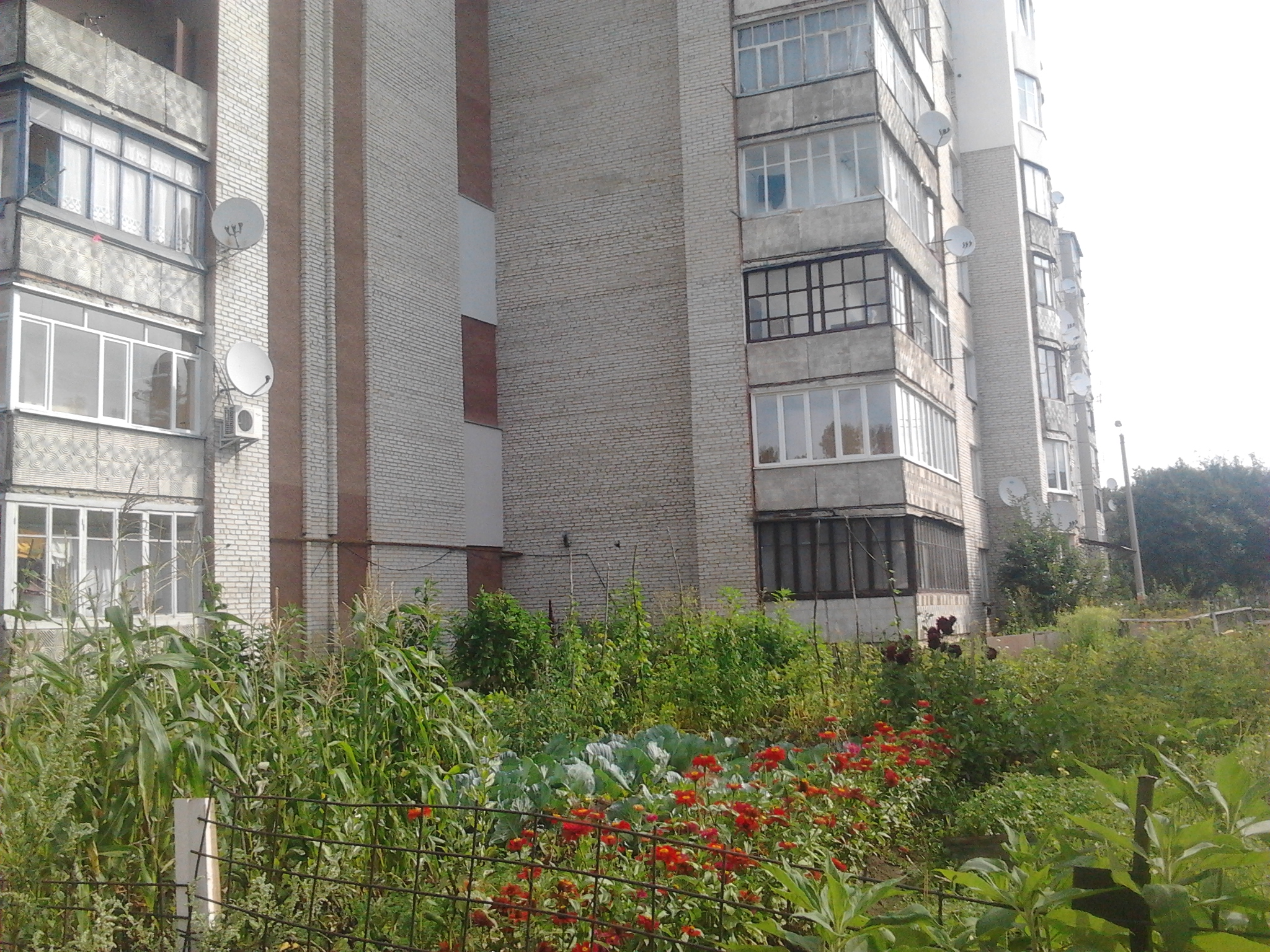
Каракая, 6
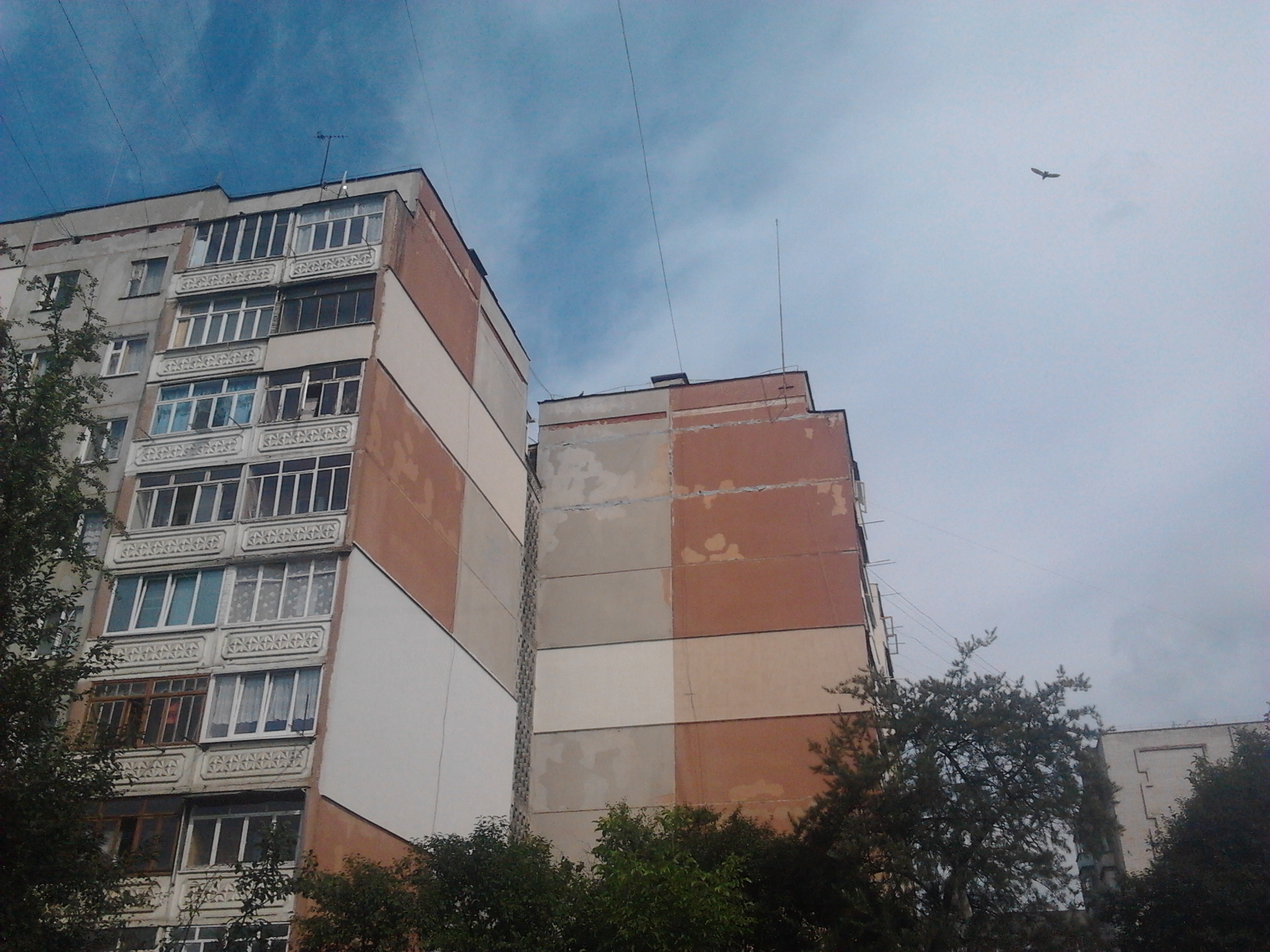
Каракая, 2–4
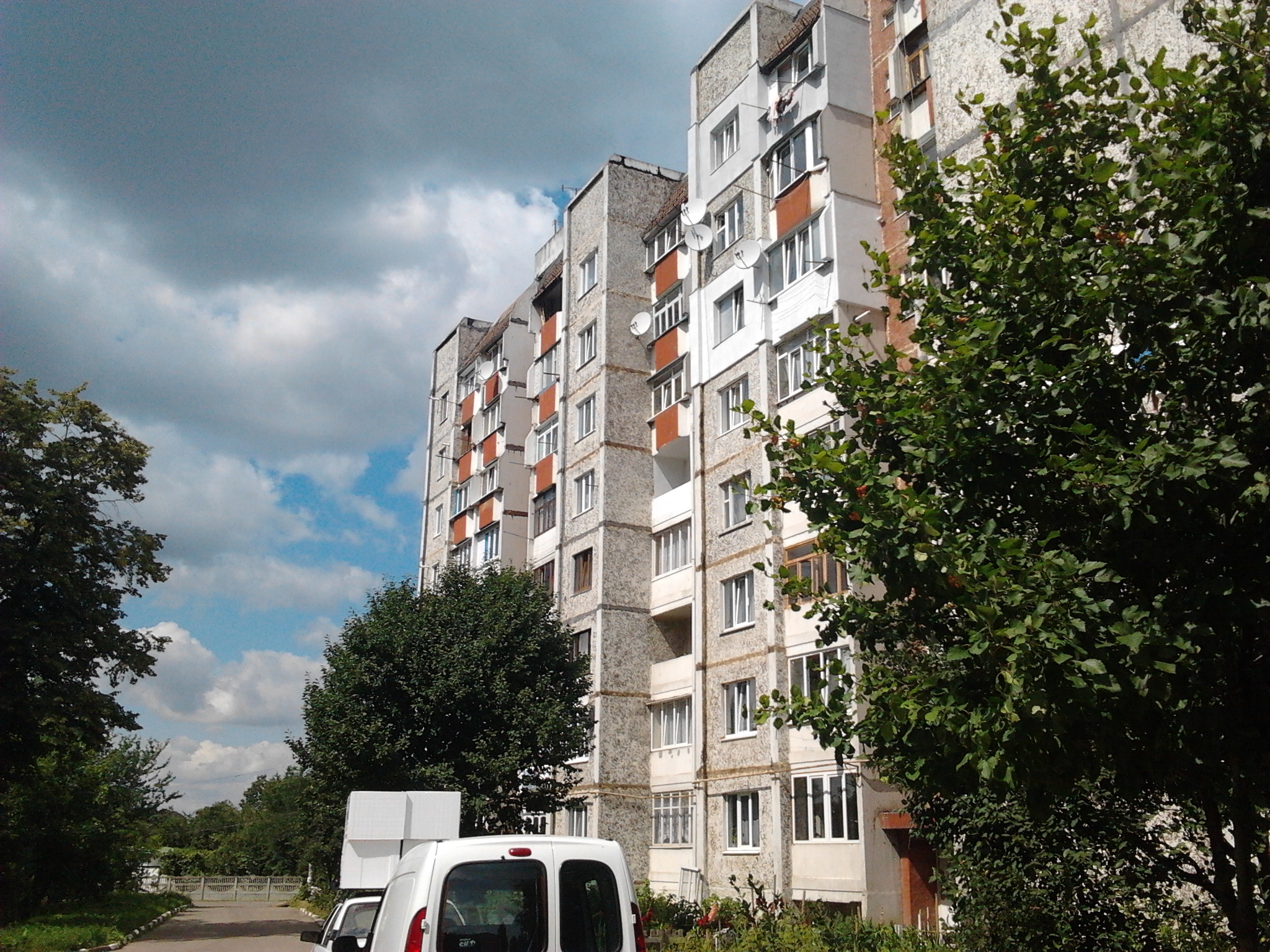
Багатоповерхівка
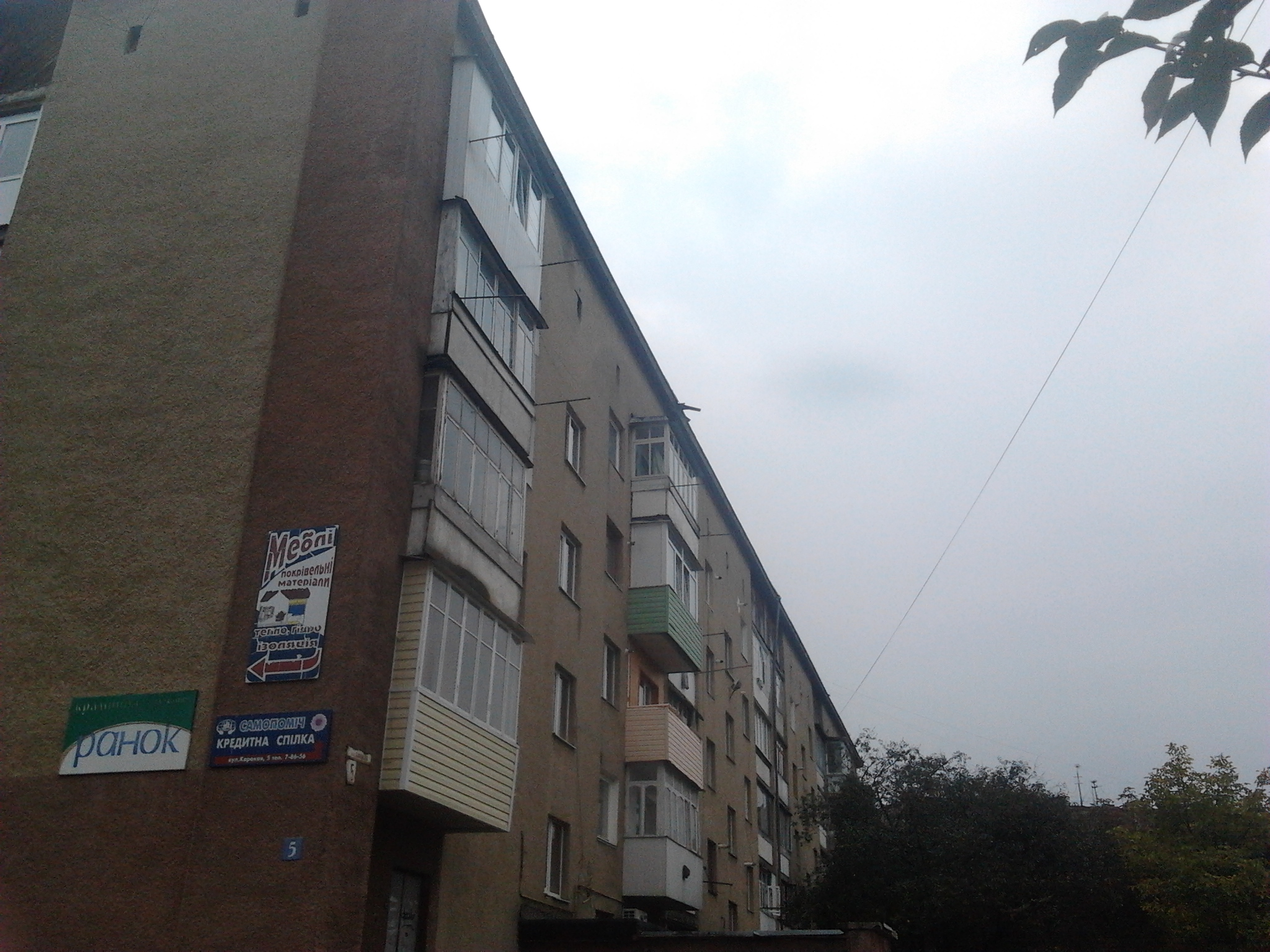
Каракая, 5

### Лікарня

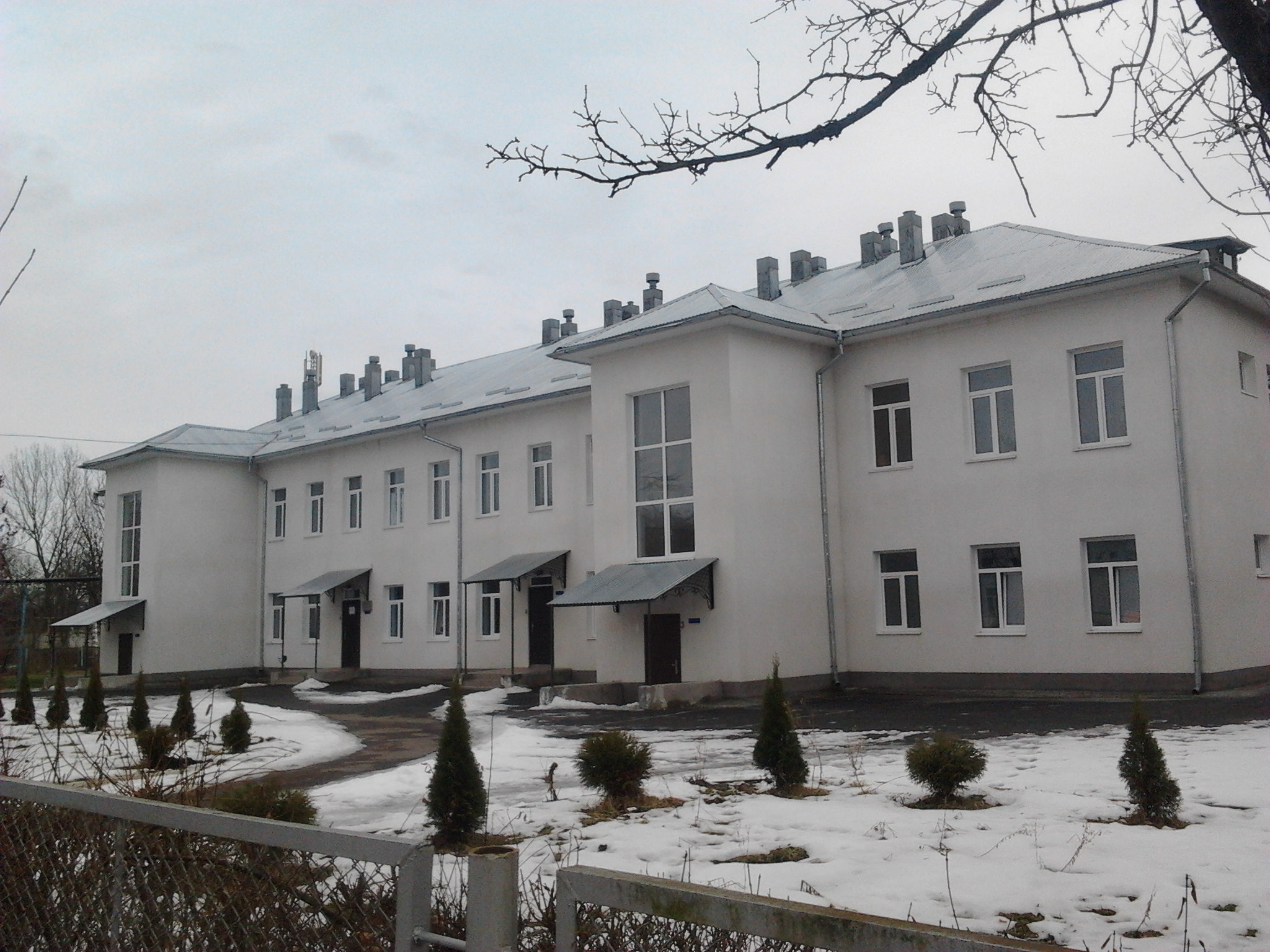
Інфекційна лікарня
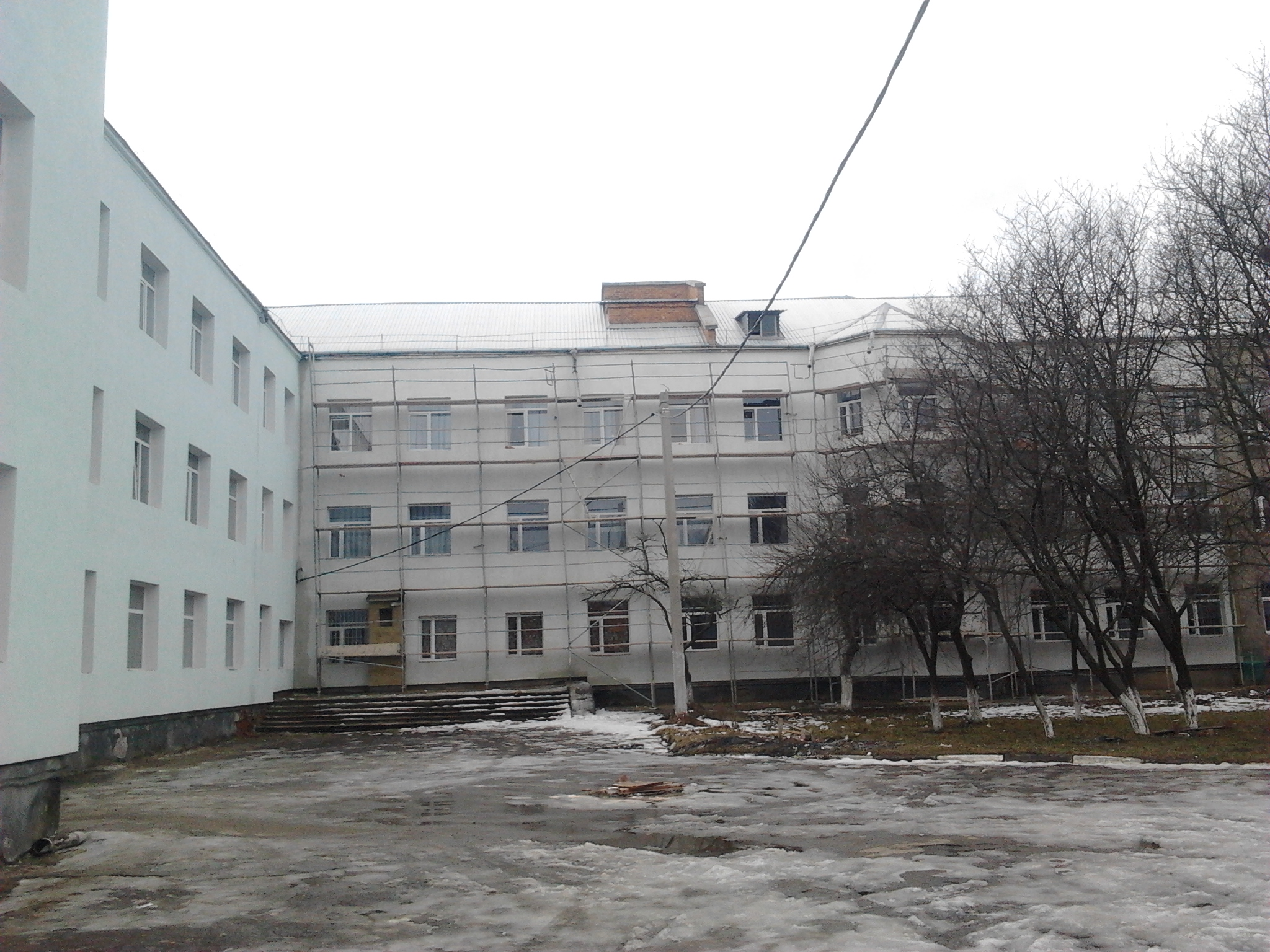
Районна лікарня
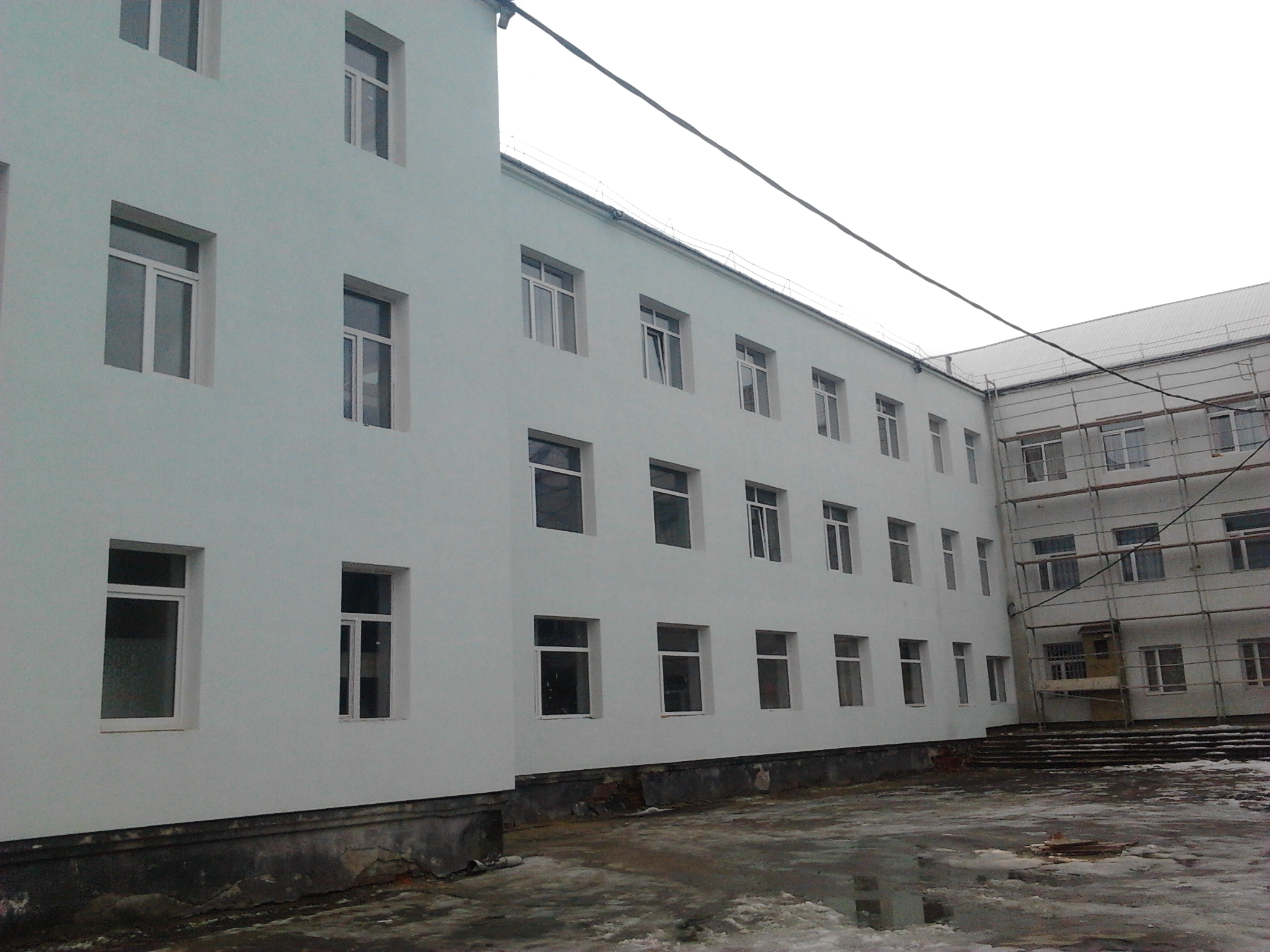
Реставрована лікарня
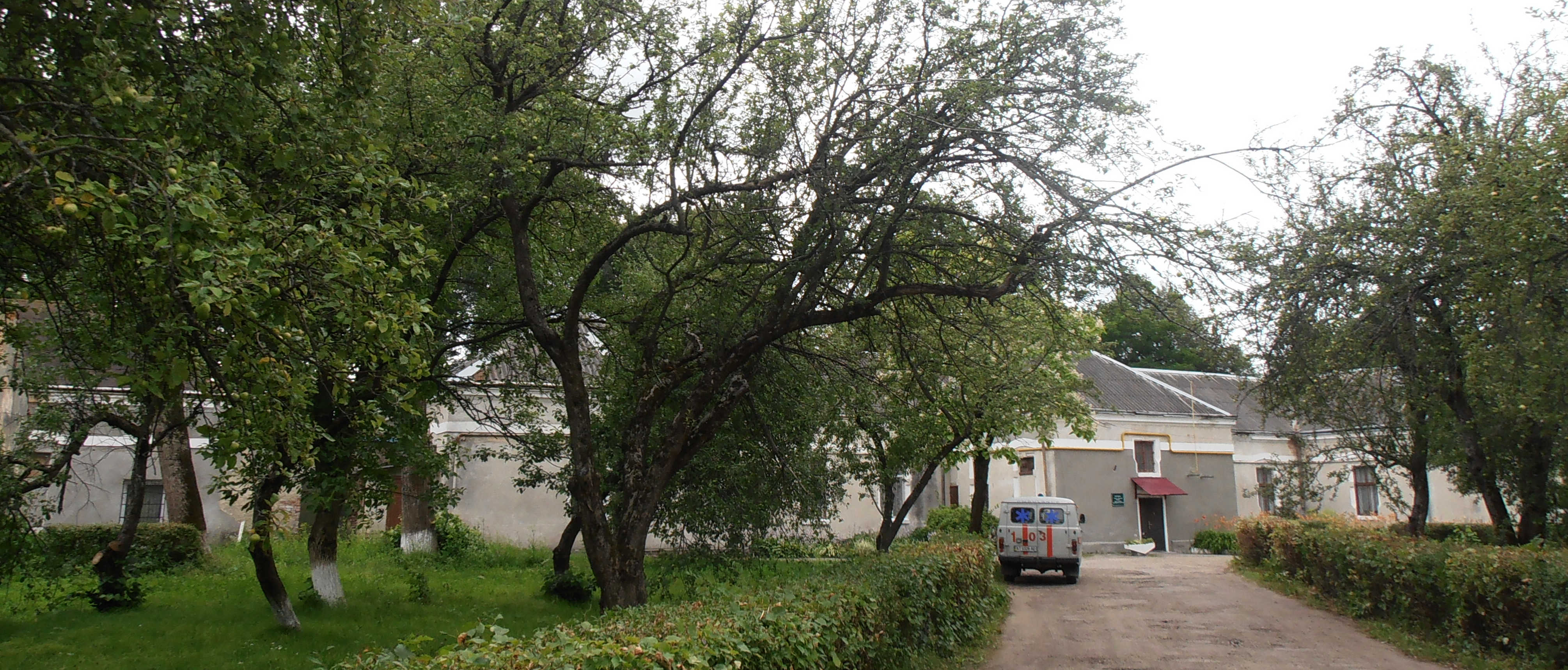
Тубдиспансер
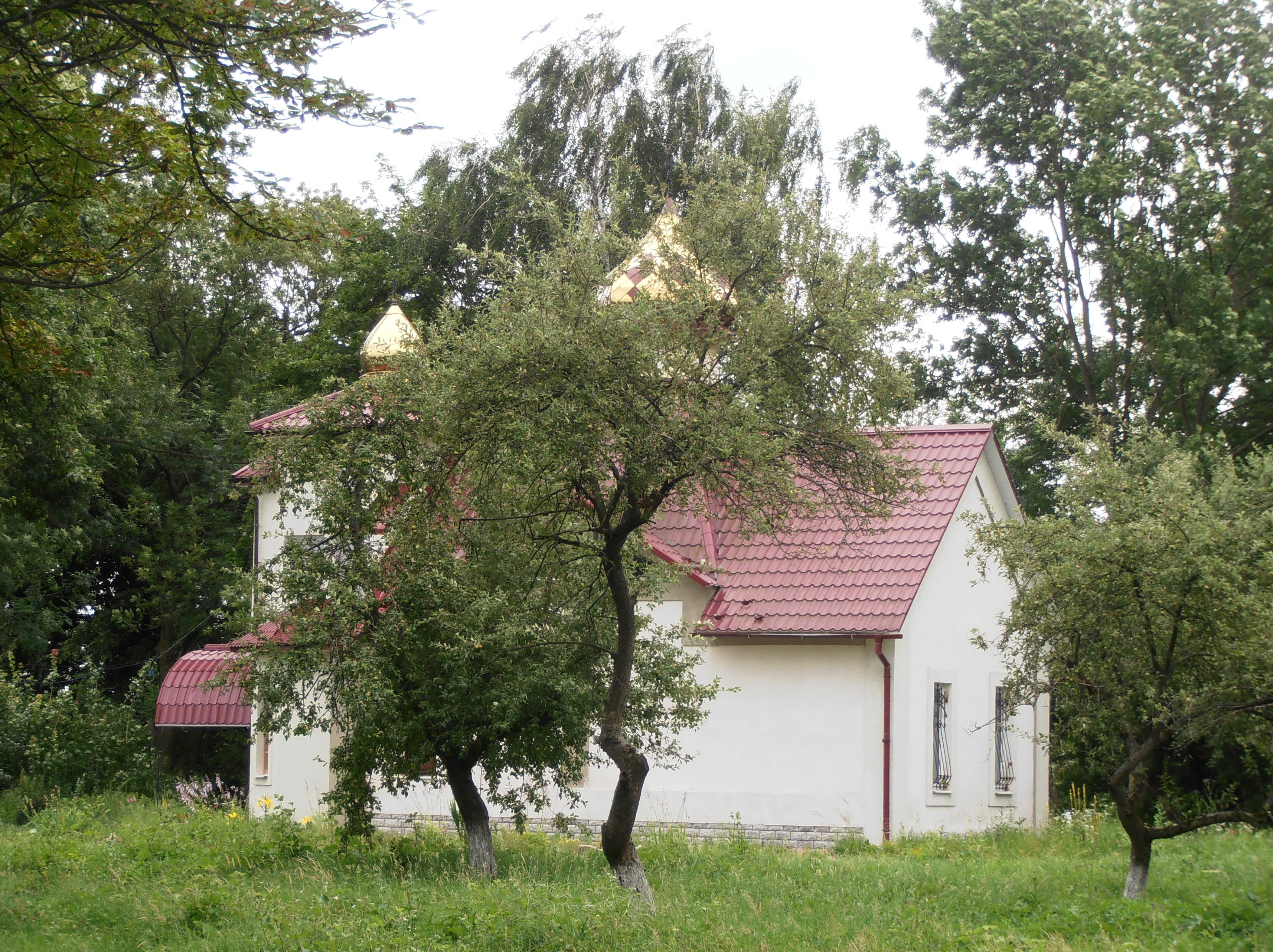
Церква УАПЦ первомученика архідиякона Стефана

### Оптові бази і інші будівлі

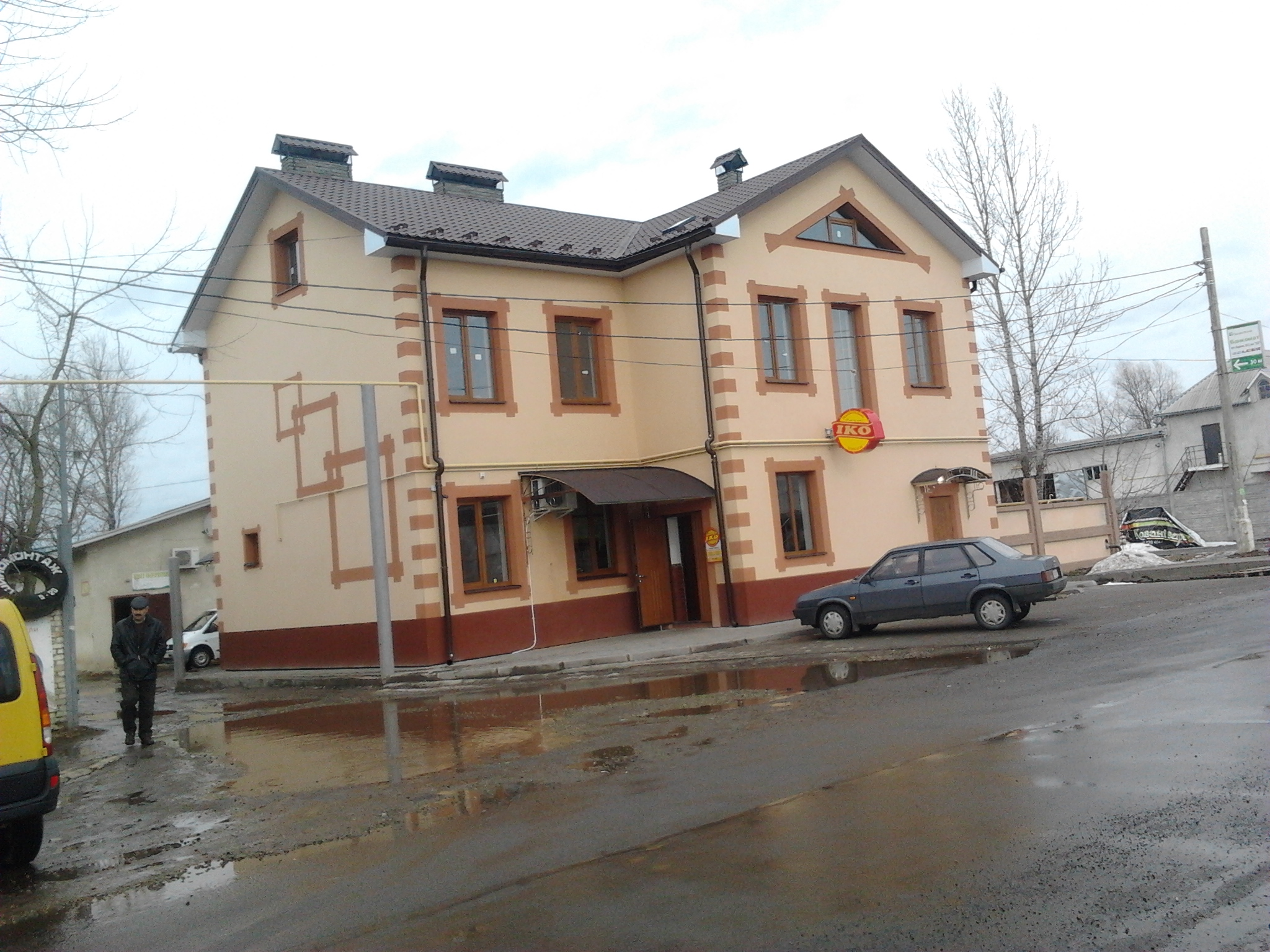
Крамниця
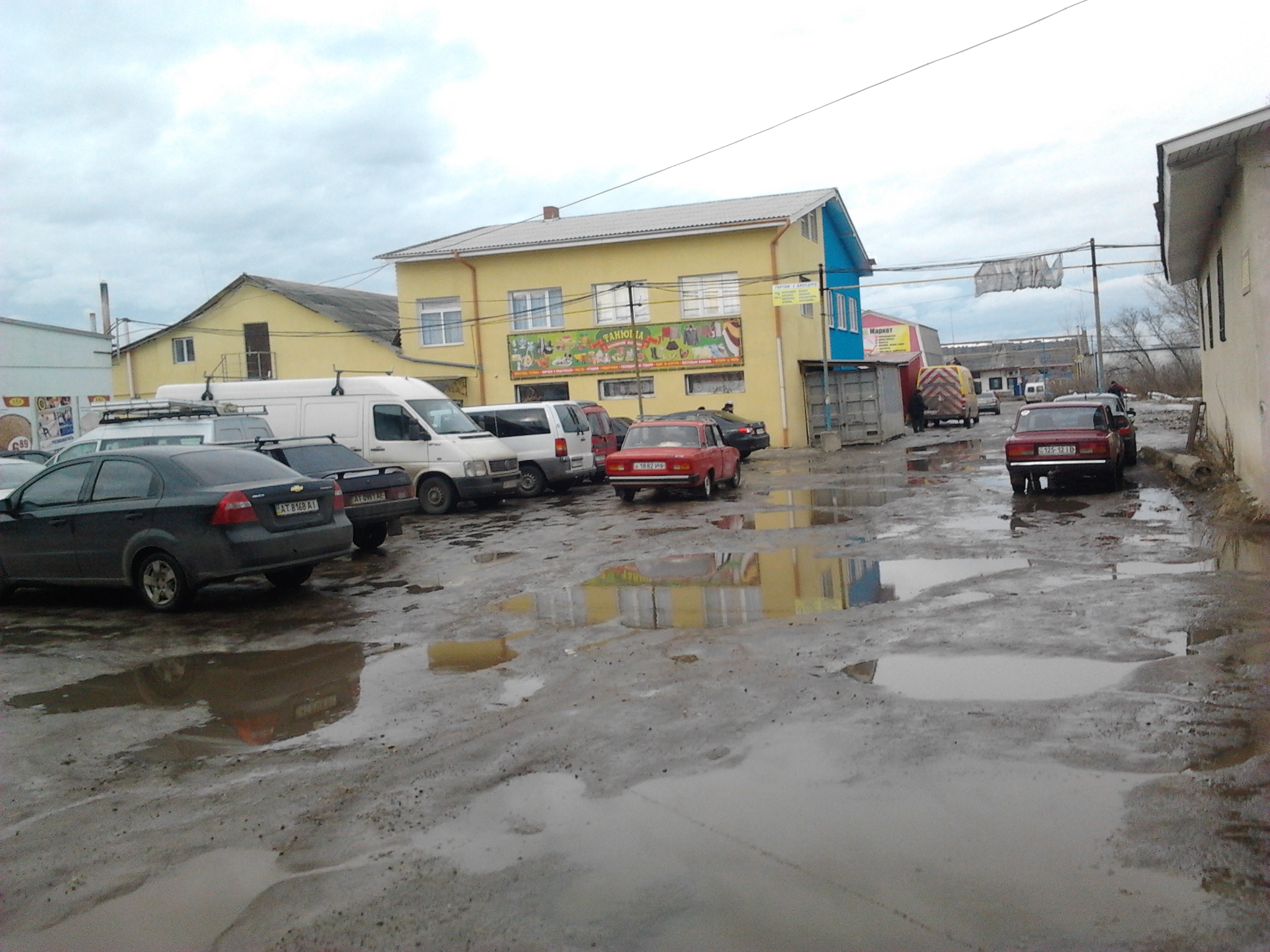
Оптова база
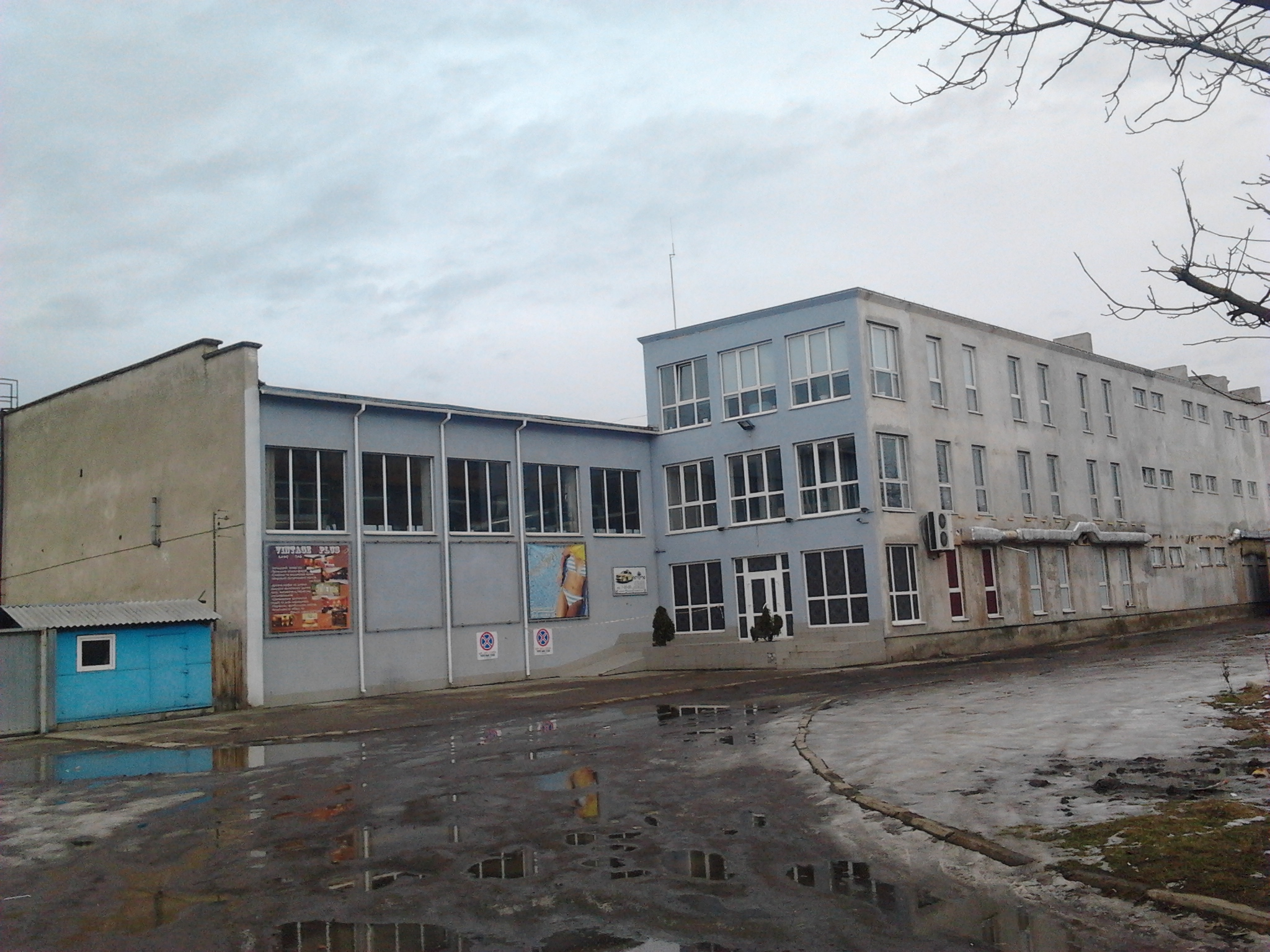
Нічний клуб
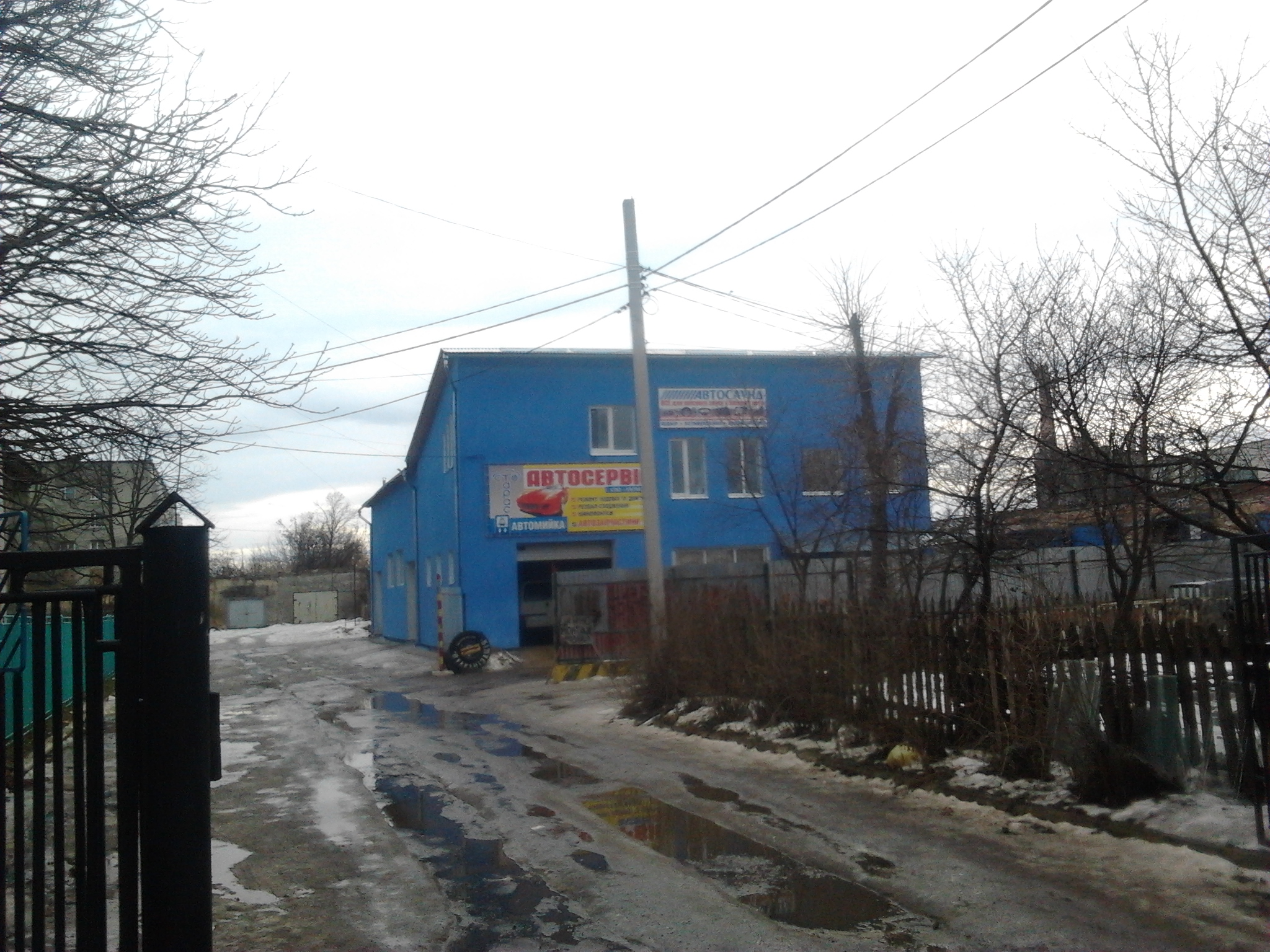
Автосервіс